# Гастон Пелтьє
Гастон Пелтьє (фр. Gaston Peltier, 1876 — пом.?) — французький футболіст, який грав на позиції нападника. На клубному рівні грав за клуб «Клуб Франсе», який у 1900 році грав на Олімпійських іграх як збірна Франції, та став срібним призером ігор, а Гастон Пелтьє став одним із двох кращих бомбардирів олімпійського футбольного турніру.

## Біографія
Народився Гастон Пелтьє у 1876 році. На клубному рівні грав у французькому клубі «Клуб Франсе», який у 1900 році на Олімпійських іграх виступав як збірна Франції. У першому матчі на турнірі французька команда поступилася олімпійській збірній Великої Британії з рахунком 0-4, але в другому матчі обіграла збірну Бельгії з рахунком 6-2, та стала срібним призером олімпійського турніру, і в цьому матчі Пелтьє відзначився 2 забитими м'ячами, що дозволило йому разом із Джоном Ніколасом стати кращим бомбардиром олімпійського футбольного турніру.

## Досягнення
- Срібний олімпійський призер: 1900
- Найкращий бомбардир футбольного турніру олімпійських ігор: 1900 (2 голи, разом із Джоном Ніколасом)